# Cerura iberica
Cerura iberica is een vlinder uit de familie tandvlinders (Notodontidae). De wetenschappelijke naam is voor het eerst geldig gepubliceerd in 1966 door Templado & Ortiz.
De soort komt voor in Europa.